# Суан Тхюи
Суан Тхюи (вьет. Xuân Thủy, «Вешние Воды», настоящее имя Нгуен Чонг Ням, вьет. Nguyễn Trọng Nhâm; 2 сентября 1912 — 18 июня 1985) — вьетнамский политический деятель, дипломат, поэт и журналист. Министр иностранных дел Демократической Республики Вьетнам (1963 — 1965), официальный глава делегации ДРВ на Парижских мирных переговорах.

## Биография
Суан Тхюи родился в 1912 году в уезде Хоайдык провинции Хадонг (в настоящее время квартал Фыонгкань района Намтыльем города Ханоя). В 1930-х годах работал журналистом, в 1932 году присоединился к вьетнамскому революционному движению против французских колониальных властей. В 1938 году был арестован и приговорен к 4 месяцам тюрьмы, в конце 1939 года арестован повторно и приговорен к 10 месяцам тюрьмы. После неудачной попытки побега переведен в тюрьму для политзаключенных в городе Шонла, где провел почти шесть лет. В результате тяжелых тюремных условий всю оставшуюся жизнь страдал от бронхиальной астмы. В 1941 году, во время тюремного заключения, вступил в Коммунистическую партию Индокитая.
В 1944 году, получив свободу, Суантхюи возглавил газету «Кыу куок», печатный орган лиги Вьетминь. На этой должности принимал участие в подготовке всеобщего восстания против французских колонизаторов.

### После революции
После победы Августовской революции в 1945 году Суан Тхюи был переутвержден на посту редактора газеты «Кыу куок», избран в состав Временного народного революционного комитета Северного Вьетнама, возглавил Отдел агитации и образования Вьетминя. В разгар Войны Сопротивления в 1949 году организовал Школу подготовки революционных журналистов. С 1 января 1946 года избран депутатом Национального собрания ДРВ (в дальнейшем неизменно избирался до своей смерти в 1985 году), вошел в состав Постоянного комитета Нацсобрания, возглавил делегацию Вьетминя в парламенте. Участвовал в работе отделов мобилизации народных масс и по вопросам фронта ЦК Партии трудящихся Вьетнама, занимал должности в руководящих органов Вьетминя и впоследствии фронта Льенвьет. С 1950 года — председатель Ассоциации журналистов Вьетнама.
В 1955 году избран кандидатом в члены ЦК Партии трудящихся Вьетнама, в 1960 году вошел в состав ЦК.

### Дипломатическая деятельность
Непосредственно занялся внешнеполитической деятельностью в 1961 году, когда был назначен заместителем главы делегации ДРВ на Женевской конференции по Лаосу. Один из американских дипломатов, принимавших участие в конференции, охарактеризовал Суан Тхюи как «великолепного переговорщика, чье появление по другую сторону стола изо дня в день наводило ужас». В 1963 году назначен министром иностранных дел, занимал этот пост до 1965 года. Официальной причиной ухода с этого поста было названо состояние здоровья, однако неофициально отставка была воспринята как признак ослабления про-советской линии в руководстве Вьетнама, одним из выразителей которой был Суан Тхюи. С 1966 года по 1979 год возглавлял отдел международных связей ЦК партии.

### Парижские мирные переговоры
В результате Новогоднего наступления 1968 года в Южном Вьетнаме США и Демократическая Республика Вьетнам согласились начать мирные переговоры, местом проведения которых был выбран Париж. С самого начала и до подписания Парижского мирного соглашения в 1973 году Суан Тхюи занимал пост официального главы вьетнамской делегации. Тем не менее, основной вклад в достижение договоренностей внесли проводившиеся параллельно секретные переговоры между Ле Дык Тхо и Генри Киссинджером, выступавшими в качестве специальных советников своих делегаций.

### В мирное время
После завершения войны во Вьетнаме Суан Тхюи продолжал занимать различные посты в КПВ, Национальном собрании и Отечественном фронте Вьетнама. Скоропостижно скончался от сердечного приступа в своем доме в Ханое в 1985 году.
Имя Суан Тхюи носит одна из крупных улиц на западе Ханоя.